# Monolena elliptica
Monolena elliptica är en tvåhjärtbladig växtart som beskrevs av Antonio Lorenzo Uribe Uribe. Monolena elliptica ingår i släktet Monolena och familjen Melastomataceae. Inga underarter finns listade i Catalogue of Life.